# Silvio Romero
Silvio „Chino” Romero (ur. 22 lipca 1988 w Córdoba) – argentyński piłkarz występujący na pozycji napastnika w klubie Instituto AC Córdoba.

## Kariera klubowa
2 września 2013 roku podpisał kontrakt z Stade Rennais.
| Sezon   | Klub                    | Kraj      | Rozgrywki        | Mecze | Bramki | Rozgrywki Europy | Mecze | Bramki |
| ------- | ----------------------- | --------- | ---------------- | ----- | ------ | ---------------- | ----- | ------ |
| 2008/09 | Instituto Córdoba       | Argentyna | Primera B        | 3     | 0      | -                | -     | -      |
| 2009/10 | Instituto Córdoba       | Argentyna | Primera B        | 2     | 1      | -                | -     | -      |
| 2010/11 | Club Atlético Lanús     | Argentyna | Primera División | 33    | 12     | -                | -     | -      |
| 2011/12 | Club Atlético Lanús     | Argentyna | Primera División | 36    | 3      | -                | -     | -      |
| 2012/13 | Club Atlético Lanús     | Argentyna | Primera División | 31    | 12     | -                | -     | -      |
| 2013/14 | Club Atlético Lanús     | Argentyna | Primera División | 4     | 0      | -                | -     | -      |
| 2013/14 | Stade Rennais FC (wyp.) | Francja   | Ligue 1          | 11    | 2      | -                | -     | -      |

Stan na: 10 lipca 2014 r.